# 武家栋梁
武家栋梁（日语：／）是指作为日本武家之长的军事贵族。
“栋梁”一词最初是指建筑物屋顶的主要部分，即屋脊和横梁。由于屋脊和横梁位于建筑物的最高处，且为重要的部分，词义由此引申，用来指国家等组织中的重要人物。《日本书纪》景行天皇五十一年（121年）条中将武內宿禰称为“栋梁之臣”。
10—11世纪，日本各地逐渐涌现出被称为“精通武艺之辈”或“勇武之人”的人群，成为武门的源流，而领导这些人的则被称为“武门之栋梁”。“武门之栋梁”并不局限于单一人物，但较有名望的包括桓武平氏的平维时、平维衡、平致赖及清和源氏的源满仲、源赖光、源赖信等人。源赖信的孙子源义家被称为“武士之长者”（见《中右记》），义家的后代（河内源氏）尤其被誉为“天下第一武勇之家”，并独占幕府、将军之位。后来，伊势平氏的平清盛夺得这一地位，但源赖朝创建镰仓幕府，掌握“天下兵马之权”，建立了武家政权。赖朝去世后，作为镰仓殿的军事权力与征夷大将军之位逐渐结合并传承下去，由拥有清和源氏—河内源氏血脉的人继承“武家之栋梁”与幕府长官、征夷大将军的地位。这一体制在河内源氏嫡系（源氏将军）断绝后，由摄家将军和宫将军继续继承征夷大将军之位，“武家栋梁”与征夷大将军的等同认知也因此得以确立。
然而，“武家栋梁”的含义在不同的时代有所差异。11世纪以前的“武家栋梁”是指率领朝廷动员的士兵的出身下级贵族的军事贵族，其主要势力在京都，与地方武士的联系较少。这一特点在源义家时代基本没有改变，其与太上天皇（治天之君）或摄关家等朝廷权门的联系比与东国武士的关系更为密切。“武家栋梁”吸纳地方武士，并代表地方武士的政治利益，始于12世纪中期的保元之乱和平治之乱。
此外，在地方层面也存在世袭的“武家栋梁”的例子。大和源氏的越智氏与大和国守護職兴福寺旗下的众徒（大和武士）的领导者长期争斗，甚至在幕府成立后依然保有“栋梁”的地位，一乘院系的栋梁筒井氏和大乘院系的栋梁古市氏也相互竞争，争夺大和武士的领导地位。